# Antoniuskapelle (Großlangheim)

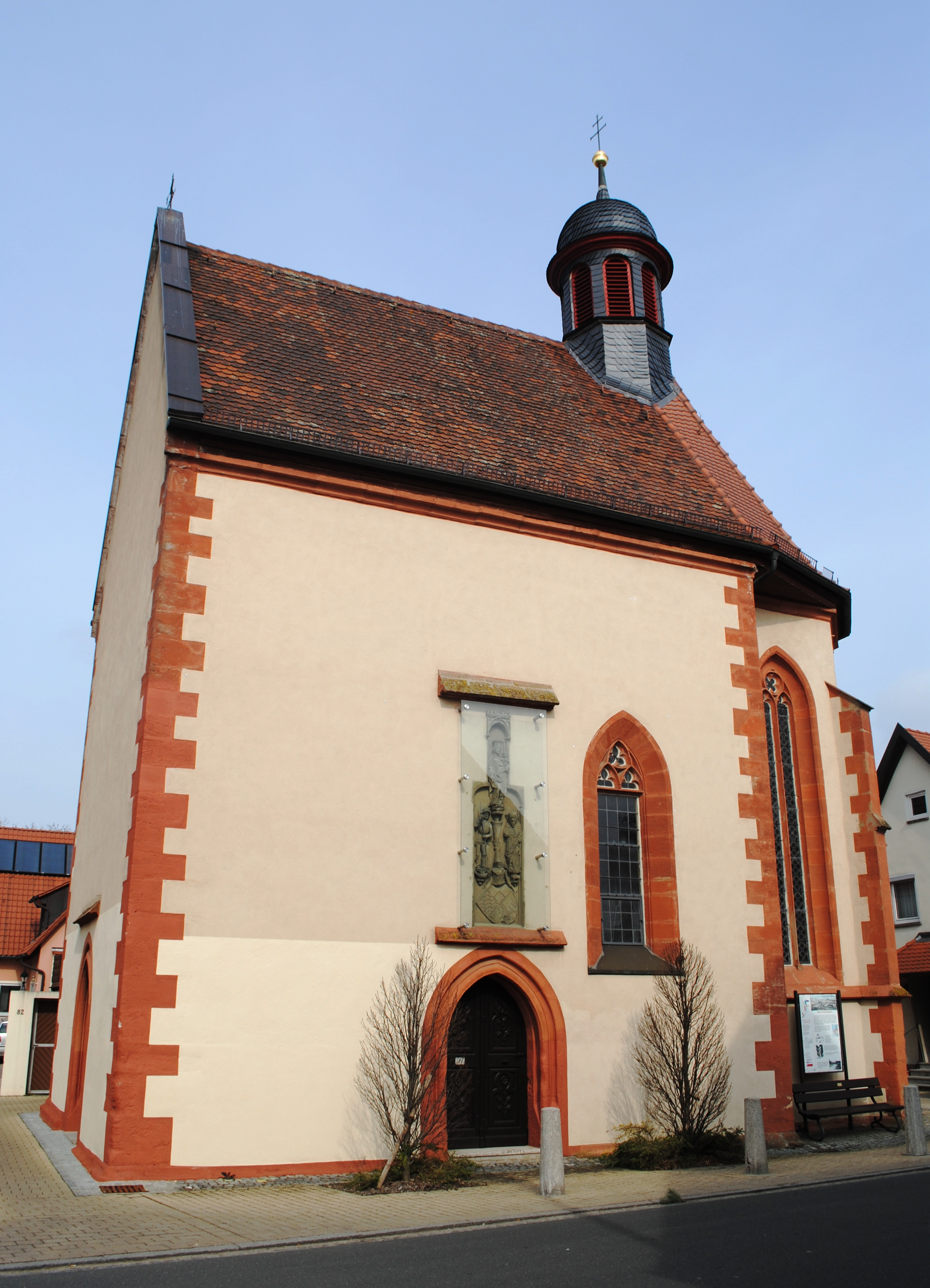
Die Antoniuskapelle in Großlangheim

Die St.-Antonius-Kapelle in Großlangheim ist ein Wahrzeichen des unterfränkischen Ortes. Sie steht an der Hauptstraße gegenüber den Überresten des Schlosses.

## Geschichte
Erstmals überliefert wurde die Kapelle aus der Zeit des Hermann III. zu Castell, der zwischen 1311 und 1363 lebte. Wahrscheinlich wurde sie im Jahr 1342 oder 1355 gestiftet und bis zum Jahr 1399 fertiggestellt. Das Gebäude war zunächst die Schlosskapelle der nahegelegenen Burg. Unter Graf Leonhard von Castell (1379–1426) erhielt die Kapelle einige Güter des Dorfes als Pfründe, im Jahr 1430 kamen weitere hinzu.
Im 15. Jahrhundert erhielt die Kapelle die Fresken an der Nordwand des Langhauses, es folgten im 16. Jahrhundert mehrere wertvolle Figuren der Riemenschneider-Werkstatt und aus dem Umfeld des Meisters. Drei Altäre sind von 1597 in der Kapelle überliefert. Sie überstanden allerdings nicht den Dreißigjährigen Krieg und die schwedische Besetzung Großlangheims. Nach dem Krieg musste 1647 das schadhafte Dach des Kirchleins ausgebessert werden.
Es folgte im 18. Jahrhundert die barocke Erneuerung der Antoniuskapelle. Zwischen 1727 und 1730 wurde eine Doppelempore eingezogen und ein Plattenboden verlegt. Äußerlich erhielt die die Kapelle einen Dachreiter mit barocker Kuppel und neue Türen. Die Dorfherren, mittlerweile das Hochstift Würzburg, ließen im Jahr 1736 eine kleine Orgel mit vier Registern einbauen. Insgesamt beliefen sich die Renovierungskosten auf 321 Gulden.
Mit der Säkularisation und der Zerschlagung des Kirchenbesitzes drohte der Kapelle im Jahr 1803 der Abriss. Eventuell hatten die Dorfoberen das Gotteshaus für baufällig erklärt, um die drohende Enteignung abwenden zu können. Mehrere Jahrzehnte war die Antoniuskapelle dann geschlossen. In den Jahren 1888 und 1889 renovierte man das Kirchlein umfassend im Stile der Neugotik. Am 27. Oktober 1889 wurde das Gebäude durch Pfarrer Jakob Imhof neu benediziert.
Eine weitere Renovierung fand im Jahr 1957 statt. Das Dach wurde neu eingedeckt, die gröbsten Wasserschäden wurden behoben. In den Jahren 1969 bis 1977 restaurierten die Architekten Erhard Neimann und Karl Rau aus Kitzingen die Kapelle umfassend. Benediziert wurde das Gebäude am 18. September 1977 durch Pfarrer Alfred Wanjek. In den Jahren 1995 bis 1997 wurde das Gotteshaus wegen Feuchtigkeitsschäden und Wurmbefall teilrestauriert.

## Architektur

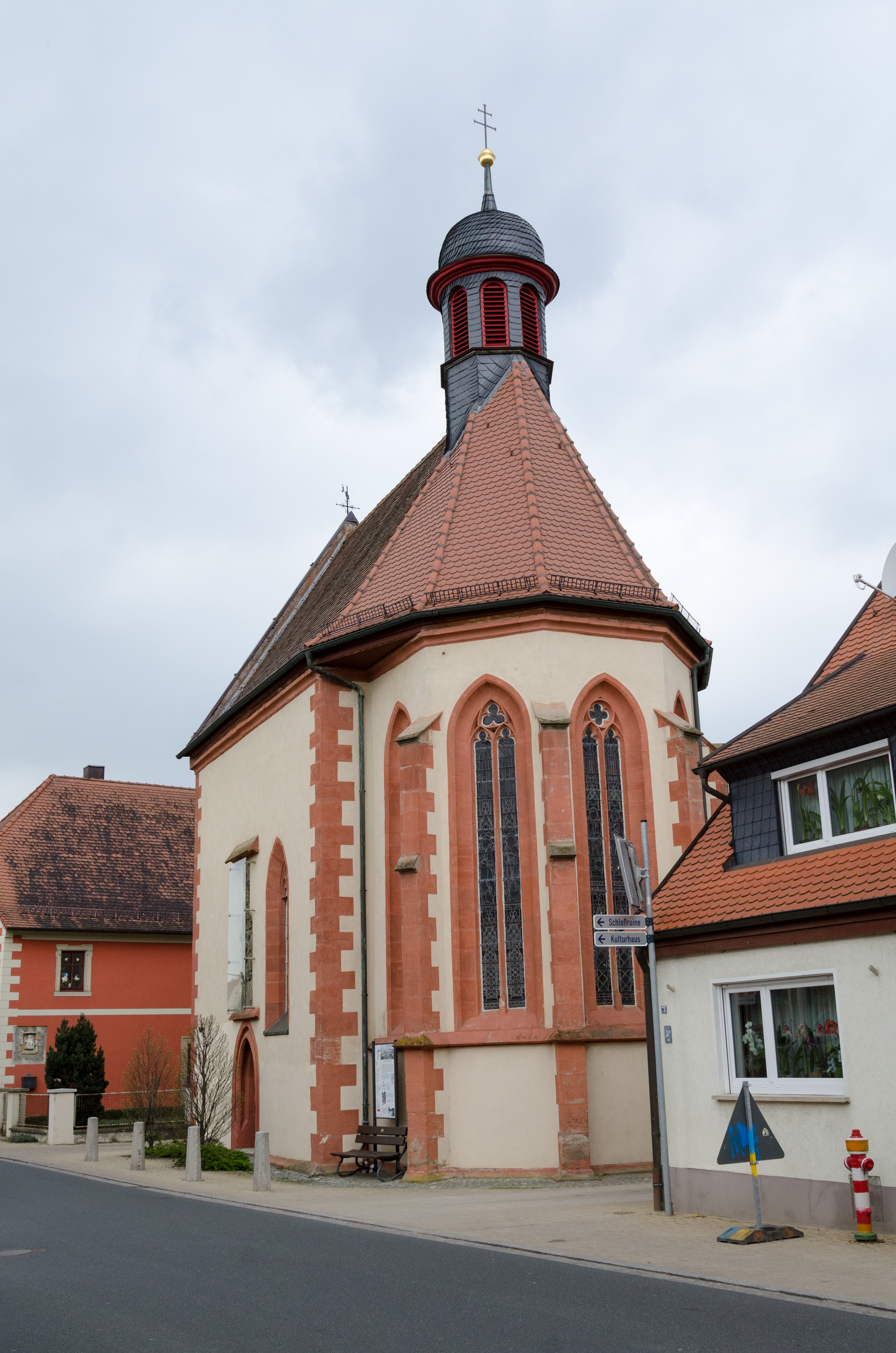
Der Chor der Kapelle

Die Antoniuskapelle ist ein gotischer Saalbau mit eingezogenem Fünfachtelchor, die Sakristei mit Kreuzrippengewölbe im Norden des Chores entstand später. Das Gebäude ist geostet und weist im Osten des Langhauses einen kleinen Dachreiter mit runder Kuppel und Laterne auf. Die Kapelle schließt nach oben mit einem Satteldach ab, das in ein Walmdach übergeht. Zwei spitzbogige Portale im Westen und Süden des Langhauses führen ins Kircheninnere.
Die gotische Türbekrönung aus Sandstein vom Beginn des 15. Jahrhunderts beginnt mit einem Wappen, das die Wappen der Herren von Castell, von Teck, von Hohenlohe und von Montfort, die alle an der Dorfherrschaft beteiligt waren, vereint. Das Wappen wird von den Figuren der Heiligen Georg (links), Antonius (rechts) und der Gottesmutter Maria mit dem Kind (oben) eingerahmt. Mehrere Steinmetzzeichen sind erkennbar.
Die Nordseite des Langhauses weist ein schmales Spitzbogenfenster auf. Darüber wurde später ein kleineres, rechteckiges Fenster angebracht. Auf der Südseite, rechts vom Portal, befindet sich ein breiteres Spitzbogenfenster mit gotischem Maßwerk. Der Chor wird von vier zweibahnigen Spitzbogenfenstern mit reichem Maßwerk beleuchtet. 
Im Kircheninneren leitet das hohe, flachgedeckte Langhaus zum wesentlich niedrigeren Chor mit Kappengewölbe und gekehlten Rippen über. Die Konsolen sind als Birnstab- oder polygonale Spitzkonsolen gearbeitet. Im Chor bildet ein Christuskopf den Schlussstein der auf ihn zulaufenden Gewölberippen.

## Ausstattung

### Hochaltar

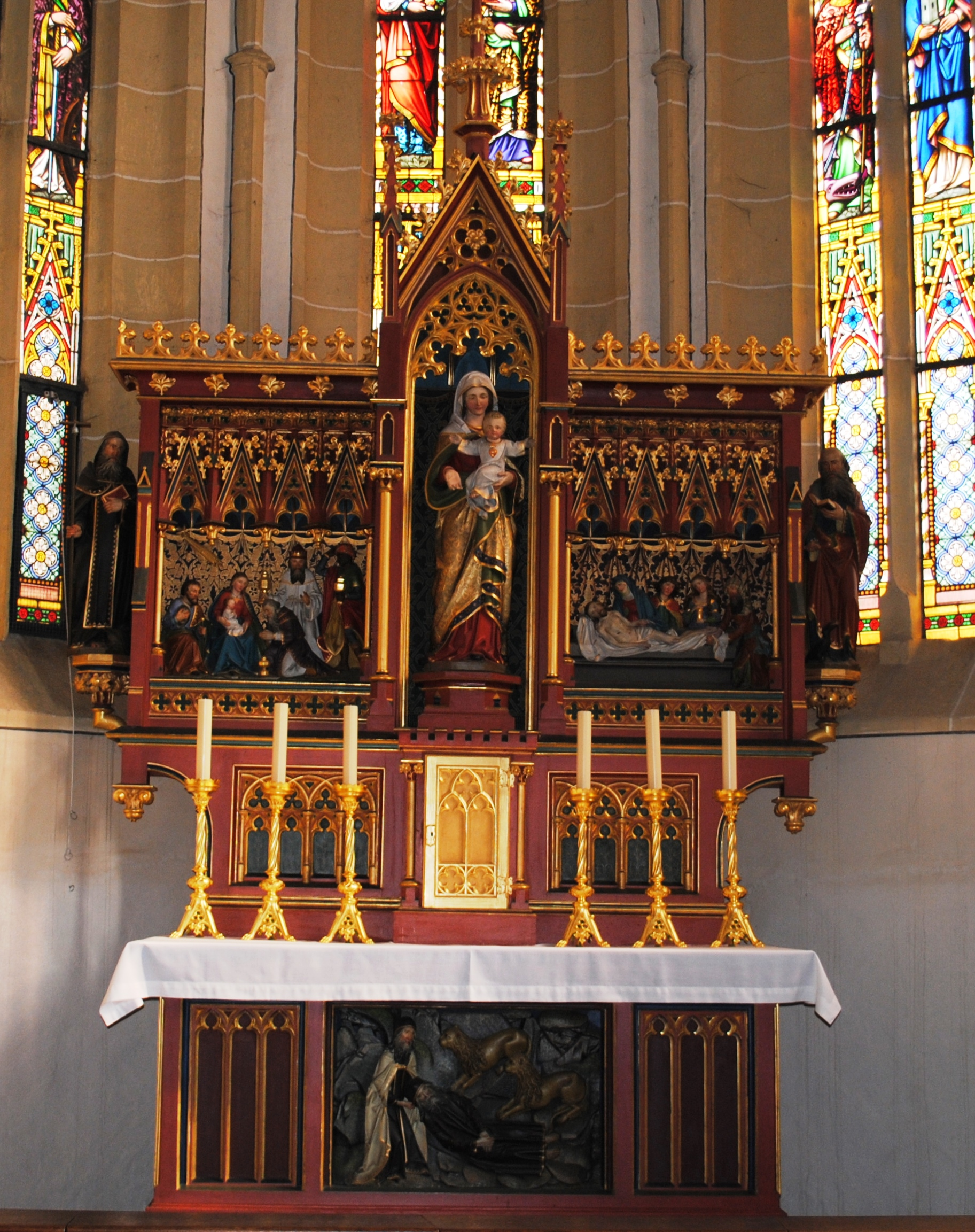
Der Hochaltar in der Kapelle

Der neugotische Hochaltar des Würzburger Kunstschreiners Ludwig Link kam mit der Renovierung des 19. Jahrhunderts in die Kapelle und ersetzte einen barocken Altar. Älteste Elemente des Retabels sind die zwei spätgotischen Reliefs des 16. Jahrhunderts, die bemalt in den Altar eingefügt wurden. Die künstlerische Ausgestaltung übernahm der Würzburger Karl Behrens, der die Muttergottesfigur im Zentrum des Altars fertigte. Der Altar wird von den Figuren des heiligen Antonius mit einem Schwein und des heiligen Benedikt mit einem Raben eingerahmt. Weiter innen befinden sich zwei Reliefs, das linke, die Anbetung der Könige ist neugotischen Ursprungs, die Grablegung Christi wurde um das Jahr 1520 geschaffen und weist Ähnlichkeiten zu den Werken Riemenschneiders auf. Es ist 80 auf 35 cm groß und zeigt den Leichnam Christi, der von Maria, Johannes Evangelist, Maria Magdalena und Josef von Arimathäa ins Grab gelegt wird. Der reich mit neugotischem Schmuck verzierte Altar läuft nach oben hin in drei Fialen aus. Das Allerheiligste befindet sich in einem zinnenbewehrten, rotgefassten Tabernakel. Das spätgotische Relief am Antependium, die Bestattung des Einsiedlers Paulus, misst 87 × 57 cm und zeigt den toten Paulus von Theben, wie er von Antonius, dem Einsiedler, begraben wird. Zwei Löwen flankieren die Szene. Beide Reliefs wurden wohl erst nachträglich bunt gefasst.

### Fresken

#### Geschichte
Der Freskenzyklus auf der Nordseite des Langhauswand und am Apsisbogen entstand in der zweiten Hälfte des 14. bzw. im frühen 15. Jahrhundert und wurde von den Grafen von Castell in Auftrag gegeben. Ein unbekannter Künstler führte sie nach und nach aus. Während der barocken Umgestaltung der Kapelle zu Beginn des 18. Jahrhunderts wurden die Fresken übermalt. Erst in den 1970er-Jahren legte man den Antoniuszyklus wieder frei. Der Bilderzyklus beschäftigt sich mit dem Leben des heiligen Antonius, wobei drei Überlieferungszweige als Vorlagen dienten. Einige Bilder lehnen sich an die Antoniusvita des heiligen Athanasius an, während anderen die Legenda Aurea des Jacobus de Voragine zugrunde liegt. Einige Bilder beziehen sich auf mündlich überlieferte Legenden. Die Szenen wurden nicht chronologisch aneinandergereiht. Bei den Antoniusfresken handelt es sich um den einzigen, vollständig erhaltenen mittelalterlichen Zyklus in Deutschland.

#### Beschreibung

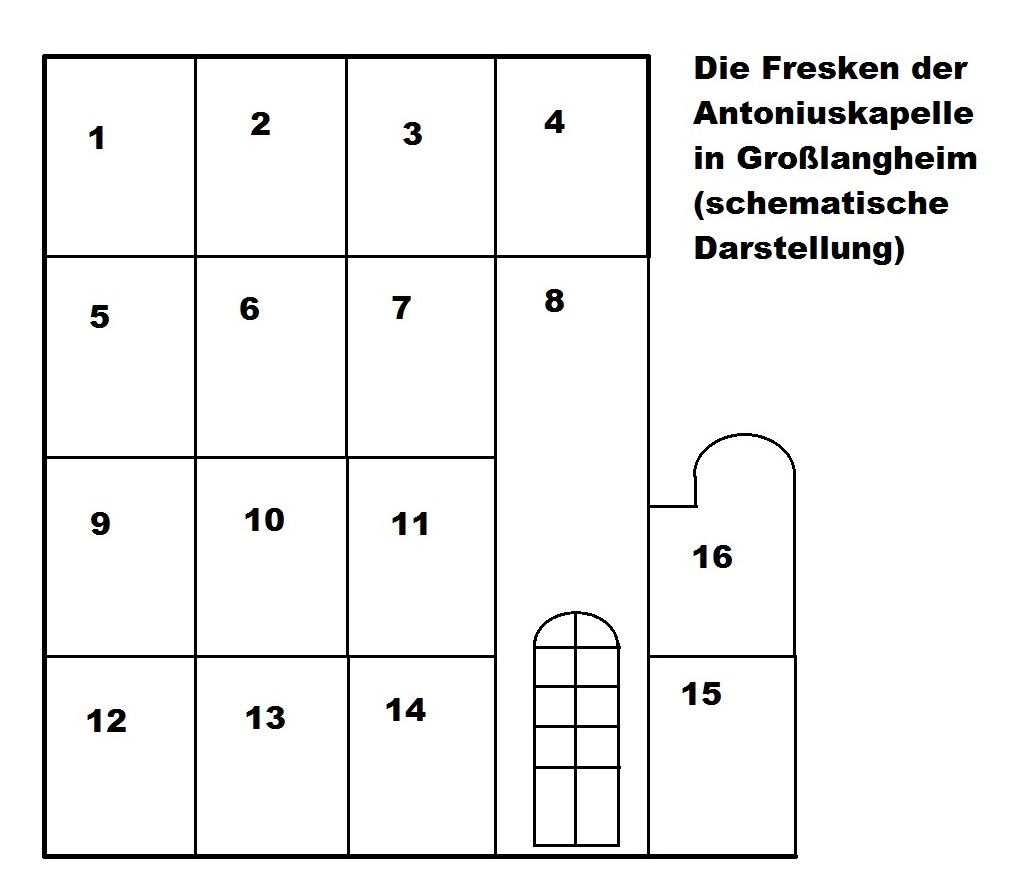
Die Fresken in einer schematischen Darstellung

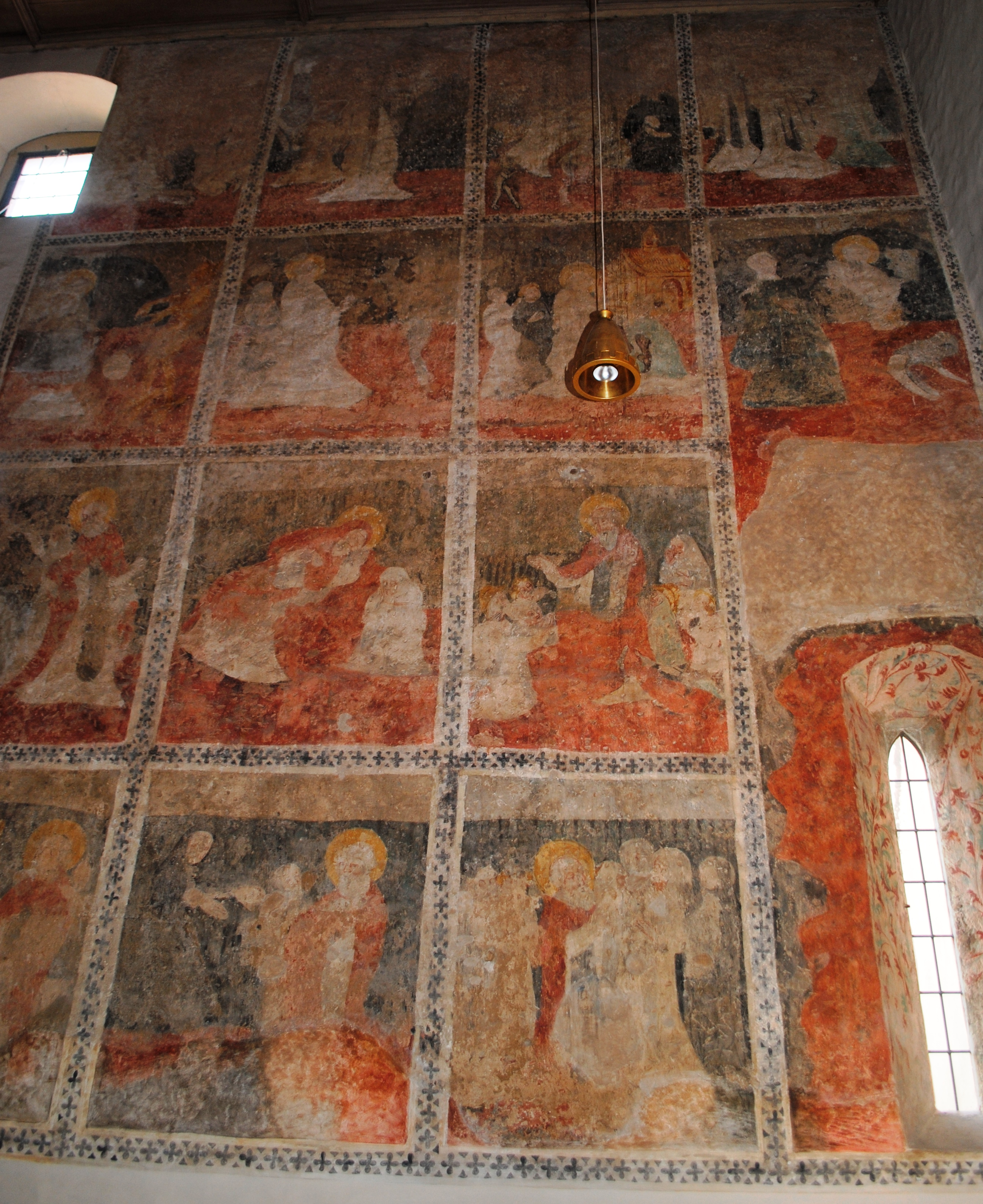
Die Fresken an der Nordwand

Das erste Bild wurde durch Feuchtigkeit fast vollständig vernichtet. Vielleicht wurde hier die „Begegnung mit einem Einsiedler“ dargestellt, von der die Antoniusvita berichtet. Das zweite Bild der obersten Reihe ist wenig mehr erhalten. Deutlich erkennt man im Hintergrund römische Rundbögen und einen breiten Fluss. Wiederum bezieht sich das Fresko auf die Vita des Athanasius, in der Antonius sich in ein Kastell der Römer zum Fasten zurückzog.
Auf dem dritten Bild erkennt man auf der rechten Seite den heiligen Antonius, die Hände zum Gebet gefaltet. Der Hintergrund wurde durch Felswände markiert. Ein kleiner Dämon mit Menschengesicht und Tierhufen spricht zum Heiligen. Hier dargestellt ist die „Versuchung durch einen Dämon“ oder „Die Begegnung mit dem schwarzen Knaben“, die sowohl in der Vita als auch in der Legenda Aurea beschrieben wird. Nachdem der Dämon an der Tugend des Antonius gescheitert war, zog er sich zurück.
Das vierte Bild, wiederum stark in Mitleidenschaft gezogen, weist auf den meditativen Rückzug des Antonius in „Wälder und Gräberhöhlen“ hin. Auf der rechten Seite könnte der Bekannte zu sehen sein, der die Höhle des Antonius mit einem Stein verschließt. Auf dem fünften Fresko, dem ersten der zweiten Reihe, wird die „Versuchung zum Reichtum“ bildlich dargestellt. Der Teufel, auf der rechten Seite, verweist auf eine goldene Kugel und weitere Reichtümer, der Heilige wehrt die Versuchung mit seinen Händen ab.
In einer Legende der Antoniusvita wird die „Erscheinung des Teufels in Gestalt einer Frau“ behandelt, auf dem sechsten Bild des Zyklus wird diese Begebenheit ebenso behandelt. Rechts erkennt man die Frauengestalt mit einem Spiegel in der Hand, Antonius betet, während ein weiterer Einsiedler die Situation beobachtet. Das siebte Bild zeigt „Antonius in Alexandrien“. Antonius besuchte die Christen in Alexandrien, um deren Glauben zu stärken. Mittig ist der Heilige zu sehen, er wird von Menschen umgeben. Im Hintergrund erkennt man eine Kirche.
Auf dem achten Fresko, dem vierten der zweiten Reihe, wird die „Verabschiedung des Antonius von seiner Schwester“ behandelt. Linker Hand befindet sich eine Frauengestalt, ihr gegenüber den Heiligen. Die Darstellung passt nicht in die Chronologie der Ereignisse, auch die Rahmung der Szene fehlt. Vermutlich entstand dieses Fresko als eines der letzten und wurde nachträglich auf einem noch leeren Platz eingefügt.
Chronologisch fügt sich die neunte Darstellung, „Die Vision über die Plünderung der Kirche“, an Bild sieben an. Antonius steht segnend vor einem Altar, auf dem ein Kelch dargestellt ist. Ein zweiter Mann im Hintergrund, vielleicht ein Priester, beobachtet die Szene. Auf dem zehnten Bild sieht man „Antonius schläft wie ein Toter“. Wiederum hatten Dämonen den Heiligen gemartert, bis er wie tot zu Boden fiel. Rechts neben dem Schlafenden ist ein trauernder Gefährte des Antonius dargestellt.
Das elfte Fresko zeigt „Die Segnung der Menschen durch den Heiligen“. Antonius, inmitten einer Menschenmenge, hebt die Hand zum Segen. Eventuell wird auf dem Bild auch die Heilung eines Kranken behandelt. Auf dem zwölften Bild erkennt man den „Teufel in Gestalt eines Riesen“. Die Darstellung wird allerdings durch die im 18. Jahrhundert eingebaute Empore gestört. Auf der linken Seite sieht man den Teufel, der mit seinem Kopf an den oberen Rand des Bildes stößt, als würde er den Himmel berühren.
Zwei Legenden scheint Bild 13 des Zyklus zu vereinigen. Zum einen könnte „Die Rede an die Mönche“, zum anderen „Die Auseinandersetzung mit den heidnischen Philosophen“ gearbeitet worden sein. Sitzende Gestalten liefern sich mit Antonius ein Rededuell, ein Begleiter des Heiligen wendet sich Antonius zu. „Der Abschied von den Mönchen“, das vierzehnte Fresko zeigt wiederum Antonius in einer Menschenschar. Mit dieser Legende enden die Darstellungen an der Kapellennordwand.
Die anderen beiden Fresken, beide am nördlichen Apsisbogen angebracht, widmen sich dem irdischen Ende des heiligen Antonius. Das untere der beiden (Bild 15), von einer Heiligenfigur teilweise verhängt, zeigt die „Grablegung des Antonius“ durch zwei seiner Brüder. Das sechzehnte Bild schließt nach oben hin rund ab. Es zeigt „Die Verherrlichung des Antonius“. Der Heilige wird von zwei Engeln zum Himmel emporgehoben.

### Figuren der Riemenschneider-Werkstatt

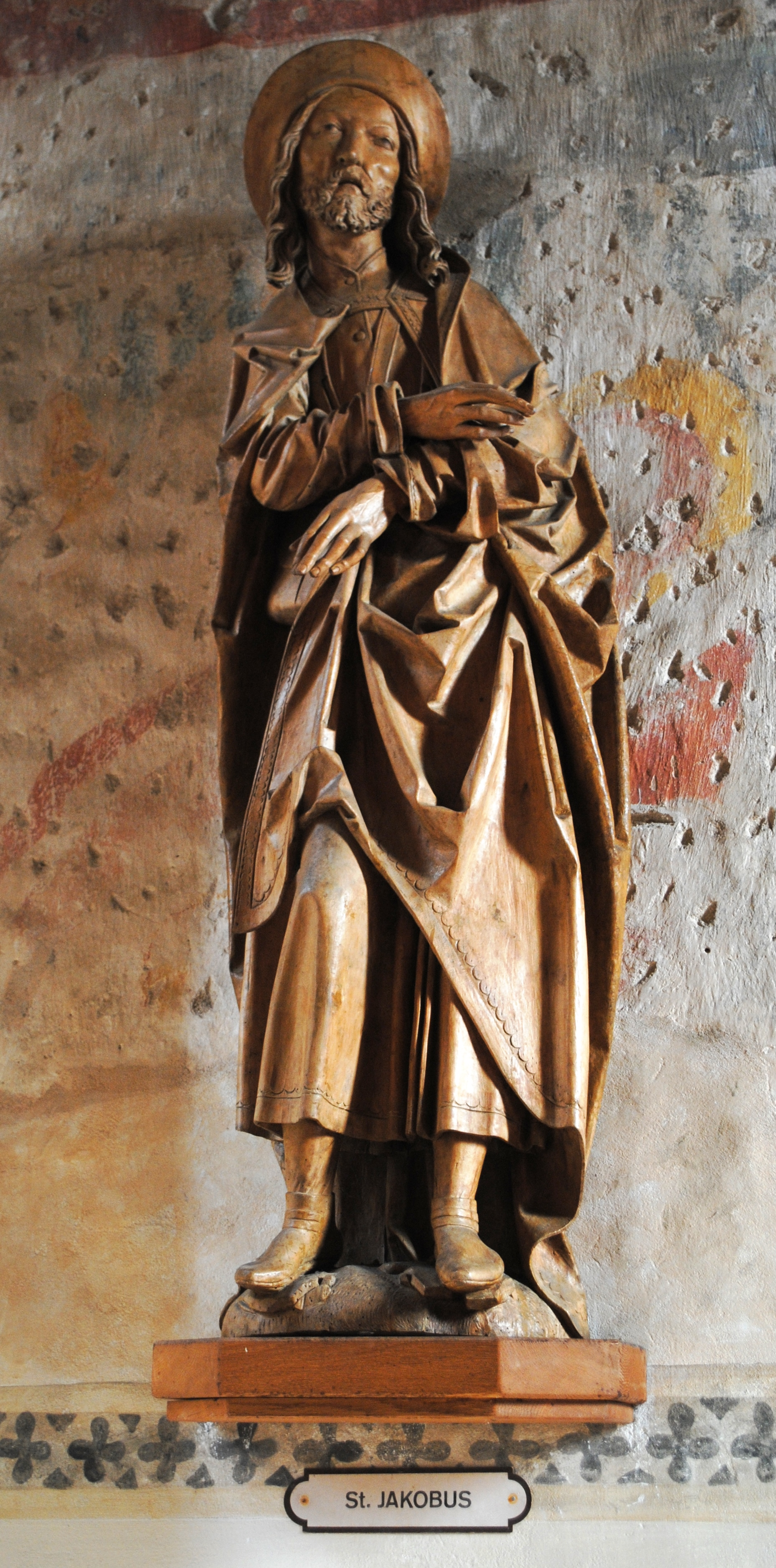
Die Figur des heiligen Jakobus

Mehrere Figuren der Riemenschneider-Werkstatt befinden sich in der Kapelle. Sie kamen zwischen den Jahren 1510 bis 1515 in das Gotteshaus. Heinz Truchseß von Langheim, der damalige Dorfherr von Großlangheim, war freundschaftlich mit dem Würzburger Fürstbischof Lorenz von Bibra verbunden und knüpfte durch ihn die Kontakte zur Werkstatt des Künstlers. Ob die Heiligendarstellungen allerdings auf ein Geschenk des Bischofs oder einen Kauf des Dorfherren zurückgehen, ist ungeklärt. Zunächst befanden sich die Figuren in einem Schrein eines Retabels.
Bei einer umfassenden Restaurierung der zumeist naturbelassenen Holzfiguren im Jahr 1966 erkannte man die persönliche Beteiligung Riemenschneiders selbst. Sie kommt in der Subtilität der Gesichter, dem feinen Faltenwurf der Gewänder und den zarten Händen zum Ausdruck. Ferner bemerkte man bei der Laurentiusdarstellung Ähnlichkeiten zu den Johannesfiguren in Creglingen und Rothenburg ob der Tauber. Eine endgültige Zuordnung der drei Figuren ist jedoch schwierig.
Auf der linken Seite des Apsisbogens, unterhalb des Freskenzyklus, befindet sich die Figur des heiligen Jakobus des Älteren. Dargestellt ist Jakobus als alter Mann, der in ein Pilgergewand gekleidet ist. Die Heiligenfigur ist 145 cm hoch und besteht aus Lindenholz. Jakobus trägt den typischen Wallfahrerhut, sein Mantel reicht bis zum Boden. Mit seiner linken Hand zieht er den Mantel zu, die rechte befindet sich an der im Gewand verborgenen Pilgertasche.
Der heilige Antonius findet sich auf der rechten Seite des Apsisbogens. Die Figur ist mit 153 cm die größte der Heiligendarstellungen und wurde ebenfalls aus Lindenholz geschnitzt. Die Kopfbedeckung des Heiligen weist ihn als Mönch aus. In seiner linken Hand hält er das Evangelium geöffnet an sein Herz gedrückt. Die rechte Hand ist seitlich vom Körper gespreizt und war ursprünglich mit einer Krücke in T-Form ausgestattet. Antonius wird als Greis dargestellt. Sein lockiger Bart ist kunstvoll geteilt.
Ebenfalls auf der rechten Chorbogenseite ist das Schnitzwerk des heiligen Laurentius zu finden. Als kleinste Figur misst sie nur 133 cm und wurde, wie die beiden anderen, aus Lindenholz gefertigt. Laurentius wird mit einem Lockenschopf dargestellt. In seiner rechten trägt er das Evangelium, die linke, heute leer, trug früher wohl einen Rost, der seine Leiden verdeutlichen sollte. Das Gewand ist faltenreich; Laurentius wird als Diakon mit Dalmatik und Albe gezeigt.
Eine Besonderheit unter den Figuren in der Kapelle stellt die heilige Anna selbdritt dar. Zum einen findet sich das Bild unterhalb der Empore, zum anderen ist sie als einzige Figur farblich gearbeitet. Die heilige Anna ist 88 cm hoch und hat auf ihrem Schoß das Jesuskind sitzen. In ihrer Rechten ist die junge Maria dargestellt, die gerade von einem Buch aufsieht. Die Figurengruppe ähnelt einer Arbeit des Meisters, die heute im Mainfränkischen Museum in Würzburg zu finden ist.

### Glocken
Zunächst befanden sich im Dachreiter der Kapelle zwei kleinere Glocken. Die größere der beiden zersprang allerdings 1651 und wurde durch eine neue ersetzt. Wiederum wurde die größere der beiden 1843 zerstört, ihr folgte im Jahr 1864 die kleinere Glocke. Neugegossen musste eine Glocke im Jahr 1917 wiederum eingegossen werden, man ersetzte sie 1930. Beide Glocken waren im Zweiten Weltkrieg eingezogen worden und mussten im Jahr 1959 neugegossen werden. Ausführende Firma war der Heidelberger Glockengießer Schilling.
| Name                         | Grundton | Jahr |
| ---------------------------- | -------- | ---- |
| Maria-Goretti-Glocke         | e        | 1959 |
| Nikolaus-von-der-Flüe-Glocke | g        | 1959 |

### Weitere Ausstattung
Bemerkenswert ist die barocke Kreuzigungsgruppe, die sich heute, farbig gefasst, auf der Empore befindet und ursprünglich den Hochaltar zierte. Des Weiteren findet sich mehrere Kreuzwegstationen an der Empore angebracht. Sie entstammen der Neugotik und kamen im 19. Jahrhundert hierher. Zur gleichen Zeit entstanden auch die Figuren des heiligen Franziskus von Assisi mit dem Kreuz sowie des Antonius von Padua mit Lilie und dem Jesuskind. Sie sind heute an der Chorwänden zu finden.
Neugotische Buntglasfenster sind außerdem im Chor zu bewundern. Sie zeigen (von links nach rechts) die heilige Agnes und die heilige Katharina von Alexandrien, die heilige Elisabeth von Thüringen und die Kaiserin Kunigunde, sowie die heilige Margarete und die heilige Barbara und sind somit den großen Frauenpersonen der Kirchengeschichte gewidmet. Die Würzburger Firma Niebler und Burkert zeichnete für die Glasfenster verantwortlich.